# فزنا (فزنا)
فزنا هي إحدى مشيخات المملكة المغربية، تتبع جغرافيا لإقليم الرشيدية وإداريًا لفزنا. يقدر عدد سكانها بـ 2476 نسمة حسب الإحصاء الرسمي للسكان والسكنى لسنة 2004.